# Kanton Saint-Aubin-d'Aubigné
Saint-Aubin-d'Aubigné is een voormalig kanton van het Franse departement Ille-et-Vilaine. Het kanton maakte deel uit van het arrondissement Rennes. Het werd opgeheven bij decreet van 18 februari 2014 
met uitwerking op 22 maart 2015.

## Gemeenten
Het kanton Saint-Aubin-d'Aubigné omvatte de volgende gemeenten:
- Andouillé-Neuville
- Aubigné
- Chevaigné
- Feins
- Gahard
- Melesse
- Montreuil-le-Gast
- Montreuil-sur-Ille
- Mouazé
- Romazy
- Saint-Aubin-d'Aubigné (hoofdplaats)
- Saint-Germain-sur-Ille
- Saint-Médard-sur-Ille
- Sens-de-Bretagne
- Vieux-Vy-sur-Couesnon